# José Ángel Sánchez Asiaín
José Ángel Sánchez Asiaín (Barakaldo, 1 de març de 1929-31 de desembre de 2016) és un empresari, professor universitari i economista espanyol. Marquès d'Asiaín des de 2010.

## Biografia
Es va llicenciar en Dret per la Universitat Comercial de Deusto, doctorant-se en Economia el 1958 per la Universitat Central de Madrid.
Va iniciar la seva marxa professional com a professor a la Universitat de Deusto al mateix temps que començava a treballar al Banco de Bilbao, obtenint la càtedra d'Hisenda Pública i Dret Fiscal a la en la de Valladolid. En aquest temps es va incorporar com a Secretari General Tècnic en el Ministeri d'Indústria. El 1968 va obtenir la càtedra en la Universitat de Bilbao, abandonant el treball en el Ministeri i rellançant la seva activitat al Banco de Bilbao, on passa per la Direcció d'Estudis, és nomenat Director General i arriba a ser President del Consell d'Administració, ja que va ocupar fins a 1988, quan es produeix la fusió amb el Banco de Vizcaya, passant a ser President de la nova entitat (Banco Bilbao Vizcaya) fins a 1990, moment en el qual abandona l'activitat bancària i és nomenat President de la Fundació BBV, antecessora de la Fundació BBVA.
Ha format part de l'equip directiu de diferents empreses, entre les quals mereix destacar-se Altos Hornos de Vizcaya, Iberduero, Banco de Crédito Industrial i United International Bank, entre d'altres.
De la resta de les seves activitats, destaca la seva condició de President del Patronat del Museu del Prado de 1990 a 1993, i també la seva labor al capdavant de la Fundació Cotec, que va presidir des de la seva creació el 1990 fins a 2012, quan va ser substituït per Juan Miguel Villar Mir.
Des que es va retirar de l'activitat bancària, a més de ser President d'honor de la Fundació BBVA, és conseller de diverses entitats espanyoles i estrangeres, destacant l'Istituto per le Opere di Religione (Vaticà), presideix el Consell Social de la Universitat Politècnica de Madrid, la Fundación de Ayuda contra la Drogadicción i el Colegio Libre de Eméritos.

## Honors
És doctor honoris causa per la Universitat del País Basc i la Universitat Miguel Hernández. És acadèmic de la Reial Acadèmia de la Història, de la Reial Acadèmia de Ciències Econòmiques i Financeres, de l'Acadèmia Europea de Ciències i Arts i la Reial Acadèmia de Ciències Morals i Polítiques, i membre honorari de la Reial Acadèmia de Belles Arts de San Fernando.
Posseeix, entre d'altres, la Gran Creu de l'Orde Civil d'Alfons X el Savi i la Gran Creu de l'Orde de l'Infant Dom Henrique de Portugal; és Gran Oficial de l'Orde al Mèrit de la República Italiana i Gran Comanador de l'Orde de l'Estrella Polar de Suècia. Està distingit amb el Lan Onari del Govern Basc i el premi Juan Lladó de suport a la cultura i la recerca.